# Arthur Woolf

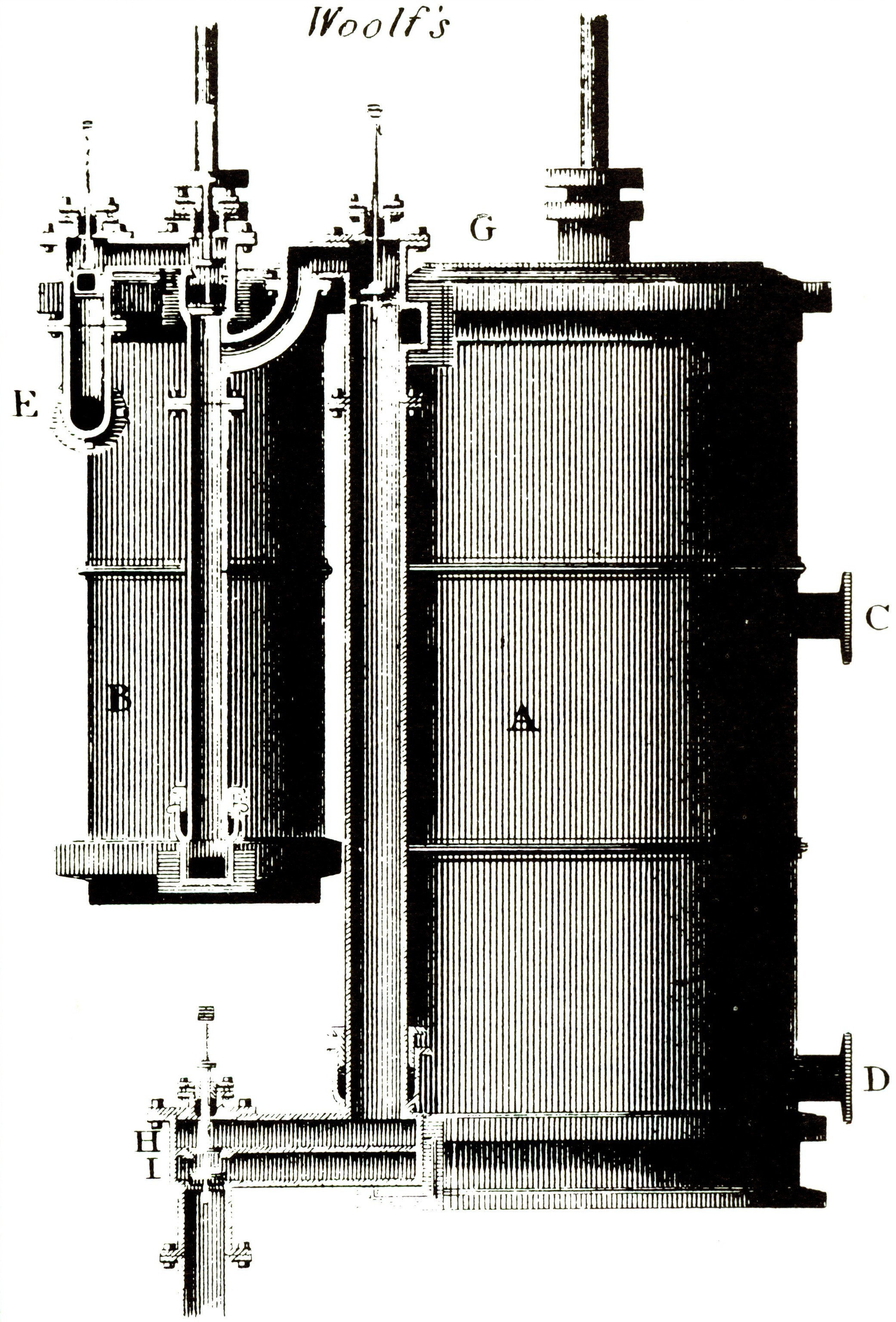
Compound-stoommachine

Arthur Woolf (Camborne (Cornwall), november 1766 - Guernsey, 26 oktober 1837) was een Engelse ingenieur. Hij is de uitvinder van de compound-stoommachine.